# Kubański Demokratyczny Front Rewolucyjny
Kubański Demokratyczny Front Rewolucyjny (ang. Cuban Democratic Revolutionary Front) – organizacja założona w maju 1960 roku przez nastawionych nieprzychylnie władzy Castro imigrantów z Kuby. Początkową siedzibą frontu był Meksyk. W języku hiszpańskim nazwa organizacji brzmiała „Frente Revolucionario Democratico” (FRD) i składała się z pięciu oddzielnych grup. Militarne skrzydło FRD - Brygada 2506, uczestniczyło w nieudanej inwazji w Zatoce Świń. 
Kubański imigrant, Sergio Arcacha Smith był szefem oddziału FRD w Nowym Orleanie. W grudniu 1960 roku Smith otworzył biuro w budynku Baltera przy 403 Camp  Street. Był to ten sam budynek w którym swoje biuro miał Guy Banister - działacz antycastrowski oraz domniemany członek spisku na życie Kennedy’ego. Na początku 1962 roku, zarówno Banister jak i Arcacha Smith przenieśli swoją siedzibę do budynku Newman na rogu 544 Camp Street i 531 Lafayette Street.